# Argos (televisieprogramma)
Argos is een Nederlands televisieprogramma van HUMAN en VPRO, dat uitgezonden wordt op NPO 2.
Het programma bestaat sinds september 2022.
Argos is afgeleid van het radioprogramma Argos op NPO Radio 1.